# Ґеорґі Марков
Ґеорґі Марков (болг. Георги Марков Марков; 25 січня 1886, Тирново — 1966) — болгарський офіцер, генерал-лейтенант.

## Біографія
Народився 25 січня 1886 року в болгарському Велико Тирново. 1908 року закінчив Військове училище в Софії. З 1911 році служив у 18-му піхотному етарському полку. З 1 березня 1918 року був командиром батальйону в п'ятдесятому нишавському піхотному полку. У період з 1925 по 1926 роках був військовим аташе в Бельгії.
1927 року призначений командиром 7-го піхотного преславського полку. У період 1929—1931 роках командир четвертого прикордонного сектора, а з 1933 — шостого прикордонного сектора. У 1932 був командиром 8-го піхотного приморського полку, а в 1934 4-ю піхотною преславською дивізією. З 1936 по 1941 роках був начальником другої військовоінспекційної області. З 11 серпня 1941 році в запасі.

## Військові звання
- Підпоручник (17 лютого 1908)
- Лейтенант (19 лютого 1911)
- Капітан (18 травня 1914)
- Майор (1918)
- Підполковник (30 січня 1923)
- Полковник (26 березня 1928)
- Генерал-майор (1936)
- Генерал-лейтенант (6 травня 1939)